# 团结水库 (宁都)
团结水库位于中华人民共和国江西省赣州市宁都县，是梅江上游一座以防洪、发电、灌溉、养殖为主要功能的大（二）型水库。是宁都县最大的水库。1971年10月开始建设,1978年完全建成。建设时淹没耕地5344亩，迁移人口2350人。
2020年发电量为1182万度，产值413.7万元。2020年水库职工共20人。